# Ананиашвили, Нина Гедевановна
Ни́на Гедева́новна Ананиашви́ли (груз. ნინო ანანიაშვილი, род. 19 марта 1963, Тбилиси) — советская грузинская балерина, народная артистка Грузинской ССР (1988), народная артистка России (1995).

## Биография

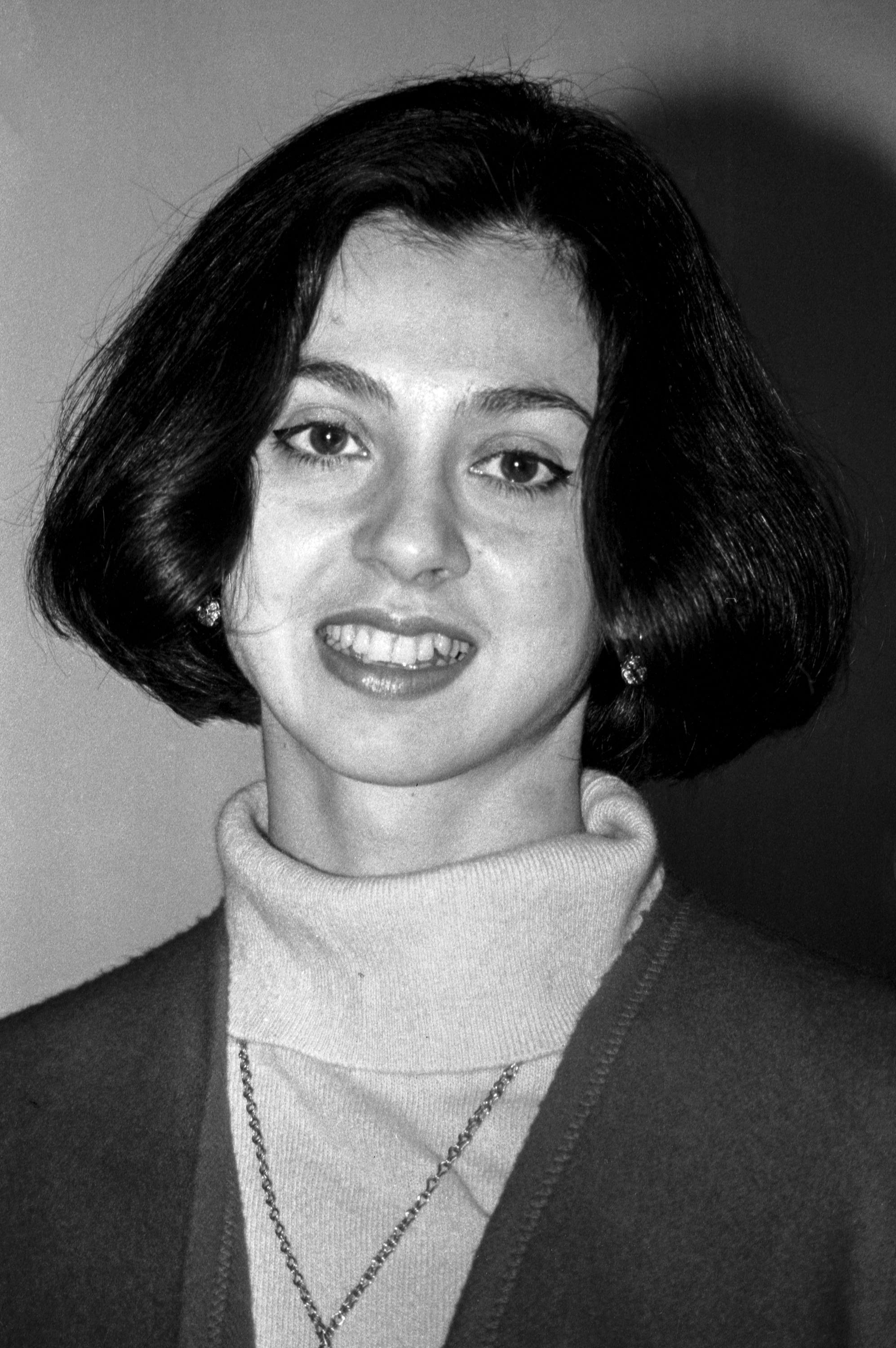
Портрет Нины Ананиашвили в молодости, апрель 1994 года, автор фото: Лев Медведев

Нина Ананиашвили родилась 19 марта 1963 года в Тбилиси, Грузия. В возрасте 10 лет стала победительницей чемпионата по фигурному катанию, до поступления в Тбилисское хореографическое училище. Продолжила обучение в Московском хореографическом училище под руководством известного педагога Н. В. Золотовой.
Нина Ананиашвили имеет четыре награды международных балетных конкурсов:
- Золотая медаль X балетного конкурса в Варне (Болгария), 1980;
- Гран-при IV Московского балетного конкурса, 1981;
- Золотая медаль V Московского балетного конкурса, 1985;
- Гран-при III Международного балетного конкурса, Джексон, США, 1986.

В 1981 году Нина Ананиашвили принята в труппу Большого театра в Москве. Все эти годы она занималась под руководством таких легендарных балерин, как Раиса Стручкова и Марина Семёнова, работая над партиями Сванильды в «Коппелии», Одетты-Одилии в «Лебедином озере» (которые она исполнила, являясь балериной Большого театра, на гастролях в Гамбурге, в возрасте 17 лет, спектакль сопровождался 30-минутной овацией). Другие партии: Аврора в «Спящей красавице», Жизель, Джульетта в «Ромео и Джульетте» (постановки Л. Лавровского и Ю. Григоровича), Раймонда, Китри в «Дон Кихоте»; Медора в «Корсаре»; Мари в «Щелкунчике» (постановка Ю. Григоровича), Никия в «Баядерке»; лавная партия в «Сильфиде» и Элеонора в «Ярмарке в Брюгге» А. Бурнонвиля; Рита в «Золотом веке»; ведущие партии в «Пахите», «Па-де-катр», «Видение Розы», и другие. Главная партия в постановке Большого театра оперы-балета «Млада» Н. А. Римского-Корсакова была поставлена специально на неё.
Выступила в балетах «Вариации из Раймонды», «Аполлон», «Симфония До мажор» во время её исторического ангажемента с Нью-Йорк Сити балетом. Нина Ананиашвили часто выступала с лондонским Королевским балетом, где с 1990 года она исполнила партии принцессы Розы в балете К. Макмиллана «Принц Пагод», Лизы в балете «Тщетная предосторожность», главные партии в «Ромео и Джульетте» К. Макмиллана, «Золушка» Ф. Аштона и «Жар-птице» М. Фокина, Фею Драже в «Щелкунчике» П. Райта и другие. Английские критики отмечали, что балерина была «просто великолепна». Нина Ананиашвили стала первой российской балериной, приглашённой Датским Королевским балетом в Копенгаген танцевать в балетах А. Бурнонвиля: главную партию в балете «Сильфида» на музыку Х. С. Лёвенскьольда, Терезину в балете «Неаполь, или Рыбак и его невеста», Па-де-де в балете «Фестиваль цветов в Джензано» и другие балеты. Нина Ананиашвили танцевала с Мариинским балетом, где она выступила в премьере возобновлённой легендарной постановки «Ромео и Джульетты» Л. Лавровского, а также в «Дон Кихоте», «Лебедином озере» и «Спящей красавице».
С 1992 года Нина Ананиашвили является солисткой Американского театра балета, выступая в спектаклях «Лебединое озеро», «Сильфида», «Дон Кихот», «Спящая красавица», «Баядерка» (версия Н. Макаровой), «Ромео и Джульетта» и «Манон» К. Макмиллана, «Весёлая вдова» Р. Хайнда, «Золушке» Б. Стивенсона.
Нина Ананиашвили выступала в качестве приглашенной солистки в Шведском Королевском балете, Норвежском Национальном балете, Национальном балете Португалии, Национальном балете Финляндии, Баварском национальном балете, Гранд-балете Монте-Карло, Бирмингемском национальном балете, Бостонском балете, Токио балете и других. Вместе со своими друзьями — танцовщиками из ведущих трупп мира — она создала группу, которая гастролировала с огромным успехом в Москве, Петербурге, Дании, США, Норвегии, Китае, Франции.
Нина Ананиашвили — народная артистка России и Грузии. Она стала первой балериной, награждённой Российской Национальной премией «Триумф» за выдающиеся заслуги в области искусства хореографии, а также Государственной премией Грузии за выдающийся вклад в грузинскую культуру.
В 2004 году стала художественным руководителем Грузинского театра оперы и балета имени З. П. Палиашвили. В 2013 году была членом жюри балетного конкурса «Приз Лозанны».
В начале 2021 года Нина Ананиашвили сообщила, что планирует возглавить балетную труппу Новосибирского театра оперы и балета. После публикации её интервью с этим сообщением администрация театра объявила о расторжении контракта, сославшись на неэтичность объявления о предстоящем назначении до представления нового руководителя труппе.
С 2021 года — руководитель балетной труппы (главный балетмейстер) Тбилисского государственного театра оперы и балета имени Закария Палиашвили.

## Семья
В 1988 году вышла замуж за дипломата Министерства иностранных дел СССР Григола Вашадзе (в 2008—2012 годах он был министром иностранных дел Грузии). В феврале 2006 года у них родилась дочь Елена. В том же году Нина стала крёстной матерью сына Михаила Саакашвили.

## Награды
- Заслуженная артистка РСФСР (3 ноября 1986)
- Народная артистка Грузинской ССР (1988)
- Народная артистка Российской Федерации (17 марта 1995) — за большие заслуги в области искусства[4]
- Орден «За заслуги перед Отечеством» IV степени (22 марта 2001) — за большой вклад в развитие отечественного музыкально-театрального искусства[5]
- Орден Чести (Грузия, 22 января 2003 год)[6]
- Президентский орден Сияние (Грузия, 26 мая 2010 год)[7]
- Командор ордена Звезды Италии (Италия, 12 октября 2010 года)[8]
- Орден Восходящего солнца (Япония, 2017 год)[9].
- Государственная премия Грузии за выдающийся вклад в грузинскую культуру.
- Премия «Триумф» (1992).

## Фильмография
Видеозаписи балетных спектаклей и концертов
Спектакли
- 1992 г. — опера-балет «Млада» Н. А. Римского-Корсакова, спектакль Большого театра — Тень княжны Млады
- 20 сентября 1992 г. — «Дон Кихот» Л. Минкуса, хореография М. Петипа, А. Горского, редакция Г. Ледях, Т. Варламовой, Н. Азарин-Мессерер, спектакль Пермского театра — Китри (Базиль — Алексей Фадеечев (Большой театр), запись произведена на гастролях в Японии)
- 11 октября 1992 г. — «Лебединое озеро» П. И. Чайковского, хореография М. Петипа, Л. Иванова, А. Горского, редакция Н. Боярчикова, спектакль Пермского театра — Одетта-Одиллия (Принц Зигфрид — Алексей Фадеечев (Большой театр), запись произведена на гастролях в Японии)
- 1997 г. — «Жизель» А. Адана, хореография Ж. Коралли, Ж. Перро, М. Петипа, редакция В. Васильева, спектакль Большого театра — Жизель (Граф Альберт — Сергей Филин)
- 2000 г. — «Дон Кихот» Л. Минкуса, хореография М. Петипа, А. Горского, спектакль Большого театра — Китри (Базиль — Андрей Уваров)
- 2003 г. — «Жар-птица» И. Стравинского, хореография М. Фокина (Жар-птица, Иван-царевич — Андрис Лиепа)

Концерты (сборники)
- 1993 г. — «Звёзды русского балета» (Essential Ballet. Stars Of Russian Ballet.) — адажио из III акта балета «Спящая красавица» П. И. Чайковского (партнёр — Алексей Фадеечев) и па-де-де из балета «Дон Кихот» Л. Минкуса (партнёр — Кадер Беларби)
- 1993 г. — «Нина Ананиашвили и звёзды мирового балета», ч. 3 (Nina Ananiashvili And International Star, P. 3) — «Па-де-катр» Ц. Пуни, хореография А. Долина (исполнители: Нина Ананиашвили, Татьяна Терехова, Дарси Кистлер, Роз Гад), па-де-де из I акта балета «Раймонда» А. К. Глазунова, хореография М. Петипа в редакции Ю. Григоровича (партнёр — Алексей Фадеечев).
- 1993 г. — «Нина Ананиашвили и звёзды мирового балета», ч. 4 (Nina Ananiashvili And International Star, P. 4) — гран-дивертисмент из балета «Дон Кихот» Л. Минкуса, хореография М. Петипа (исполнители: Нина Ананиашвили, Алексей Фадеечев, Татьяна Терехова, Элизабет Платель, Николя Ле Риш).

Документальное кино
- 1989 — «Нина Ананиашвили, Андрис Лиепа - "Такой короткий век..."» — 1989 г., 57 мин., режиссёры Н. Воронова, С. Вышегородцев
- 1989 — «To the Limit»[10] — документальный фильм от IMAX, 1989 г., 35 мин., режиссёры Майк Гувер[англ.], Грег МакГилливрей[англ.] и Дерек Гарт.
- 2003 — «День до спектакля» — документальный фильм, 2003 г., 39 мин., режиссёр Никита Тихонов
- 2008 — «Виват, Нина, виват!» — документальный фильм, 2008 г., 39 мин., режиссёр Никита Тихонов